# John Holmes (Politiker, 1773)

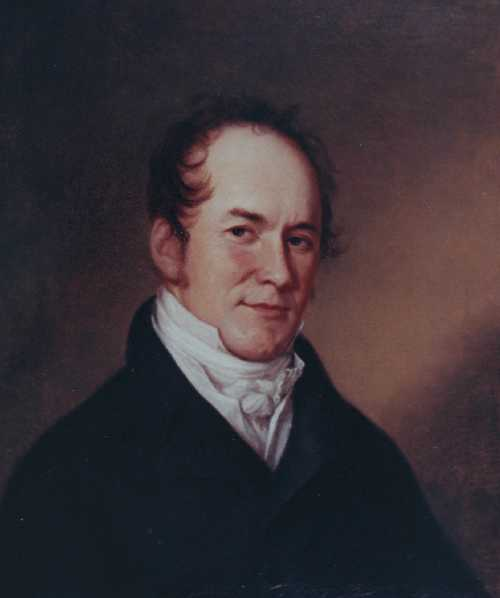
John Holmes

John Holmes (* 14. März 1773 in Kingston, Plymouth County, Provinz Massachusetts Bay; † 7. Juli 1843 in Portland, Maine) war ein US-amerikanischer Jurist und Politiker. Er vertrat den Bundesstaat Massachusetts im Repräsentantenhaus sowie Maine im US-Senat.
Nach dem Schulbesuch in Kingston setzte John Holmes seine Ausbildung am College of Rhode Island and Providence Plantations in Providence, der heutigen Brown University, fort und machte dort 1796 seinen Abschluss. Später studierte er die Rechtswissenschaften und wurde 1799 in die Anwaltskammer aufgenommen, woraufhin er in Alfred zu praktizieren begann. Zu dieser Zeit betätigte er sich auch als Schriftsteller.
Holmes' politische Laufbahn begann mit der Wahl ins Repräsentantenhaus von Massachusetts, dem er von 1802 bis 1803 sowie im Jahr 1812 angehörte. Eine Amtszeit im Senat von Massachusetts schloss sich zwischen 1813 und 1814 an. 1816 war er Mitglied einer Kommission, die laut dem Friedensvertrag von Gent die Aufteilung der Inseln in der Passamaquoddy Bay zwischen den Vereinigten Staaten und dem Vereinigten Königreich im Anschluss an den Britisch-Amerikanischen Krieg vornahm. Überdies beauftragte ihn das Parlament mit der Errichtung von Staatsgefängnissen sowie der Überarbeitung des Strafgesetzbuches von Massachusetts.
Ebenfalls im Jahr 1816 wurde John Holmes für Massachusetts ins Repräsentantenhaus der USA gewählt. Dort verblieb er vom 4. März 1817 bis zu seinem Rücktritt am 15. März 1820. Innerhalb der Demokratisch-Republikanischen Partei zählte er zu den Anhängern von William Harris Crawford und John Quincy Adams. Er fungierte während seiner Zeit als Abgeordneter unter anderem als Vorsitzender des Ausschusses zur Kontrolle der Ausgaben des Außenministeriums.
Im Vorfeld der Abspaltung Maines von Massachusetts nahm Holmes am Verfassungskonvent des neuen Bundesstaates teil. Nachdem Maine der Union beigetreten war, wurde er an der Seite von John Chandler einer der beiden ersten US-Senatoren des Staates. Er nahm sein Mandat vom 13. Juni 1820 bis zum 3. März 1827 wahr und schied dann zunächst aus dem Senat aus, in den er nach dem Rücktritt seines Nachfolgers Albion K. Parris aber am 15. Januar 1829 wieder zurückkehrte; zwischenzeitlich war er zur National Republican Party übergetreten. Holmes beendete Parris’ noch bis zum 3. März 1833 laufende Amtszeit. Als Senator war er unter anderem Vorsitzender des Finanzausschusses und des Pensionsausschusses.
Nach dem Ende seiner Zeit im Kongress arbeitete Holmes wieder als Jurist. Von 1836 bis 1837 saß er dann noch im Repräsentantenhaus von Maine, ehe er 1841 zum Bundesstaatsanwalt für den Distrikt Maine ernannt wurde. Dieses Amt übte er bis zu seinem Tod am 7. Juli 1843 aus.